# Малка морска мишка
Малката морска мишка (Callionymus risso) е вид бодлоперка от семейство Callionymidae. Видът не е застрашен от изчезване.

## Разпространение и местообитание
Разпространен е в Албания, Босна и Херцеговина, България, Гибралтар, Грузия (Абхазия), Гърция (Егейски острови и Крит), Израел, Испания (Балеарски острови и Северно Африкански територии на Испания), Италия (Сардиния и Сицилия), Кипър, Либия, Ливан, Малта, Мароко, Монако, Палестина, Португалия, Румъния, Сирия, Словения, Тунис, Турция, Украйна (Крим), Франция (Корсика), Хърватия и Черна гора.
Среща се на дълбочина от 15 до 150 m.

## Описание
На дължина достигат до 11 cm.